# Aviméta 92
L'Avimeta 92 est un avion de transport léger et de tourisme monomoteur français de l'entre-deux-guerres. 
Cet intéressant monoplan quadriplace à aile haute et train fixe était construit entièrement en alférium, la voilure recevant un revêtement en tôle ondulée comme l’Aviméta 88, tandis que le revêtement du fuselage était lisse avec raidisseurs externes. 
Trois Avimeta 92 furent vendus en Belgique. Le premier (OO-AJQ) connut deux propriétaires et fut finalement radié en juin 1936. Les deux autres exemplaires (OO-AJY et OO-AJZ) furent achetés par Eugène de Ligne et mis à la disposition d’Edmond Thieffry. L’as belge entendait utiliser ces appareils pour défricher un réseau aérien en Afrique et, en tout premier lieu, assurer la première liaison régulière transafricaine d’ouest en est. En fait le premier appareil ne devait jamais quitter l’Europe. Accidenté au décollage le 5 février 1929 à Anvers-Deurne, il fut radié en janvier 1931. Le second monoplan fut démonté quelques jours plus tard et embarqué sur le S/S Elisabethville à destination du Congo Belge. Remonté à Boma par son équipage, le monomoteur décolla finalement d’Albertville pour Uvira avec à bord Edmond Thieffry, le pilote Gaston Julien et le mécanicien Eugène Gastuche. Pris dans une violente tornade à l’approche du lac Tanganyika, l’avion s’écrasa à Kabu, dans la province du Kivu, le 11 avril 1929. Seul le mécanicien Gastuche devait sortir vivant de l’accident.      
Un Avimeta 92-230 à moteur de 230 ch fut également construit pour Michel Détroyat, qui envisageait un raid sur l’Atlantique nord pour répondre à la liaison New York-Paris de Charles Lindbergh. Le réservoir de 188 litres fut donc remplacé par un réservoir spécial de 2 600 litres. Ce raid ne fut jamais entrepris.

## Sources
1. ↑  Georges Bondoux